# 納爾遜海峽
納爾遜海峽（英語：Nelson Channel），是南極洲的海峽，位於南桑威奇群島的坎德爾默斯群島，處於坎德爾默斯島和溫德凱申島，在1775年由詹姆斯·庫克率領的英國探險隊發現，由英國海外領土管轄。